# Scheibenkollektor-Motor
Als Scheibenkollektor-Motor bezeichnen Modelleisenbahner den klassischen dreipoligen Märklin-Rundmotor mit Stirnradgetriebe, den es sowohl als Allstrommotor wie auch als Gleichstrommotor gibt. Der Umbau zwischen beiden Motorarten geht durch den Austausch des Polbügels einfach vonstatten. Der Polbügel des Allstrommotors trägt eine Spule, der Polbügel des Gleichstrommotors einen Permanentmagneten.
Die Bezeichnung ergibt sich dabei aus der flachen Bauform des Kollektors. 
Scheibenkollektor-Motoren von Märklin verfügen über jeweils eine Schleifkohle und eine kupferne Bürste in runder Ausführung. Sie finden sich in so gut wie allen Märklin-Triebfahrzeugen, die bis Anfang der 1970er Jahre konstruiert wurden. 
Es gibt prinzipiell zwei Bauformen des Scheibenkollektor-Motors, die sich in erster Linie durch ihre Größe unterscheiden:
- Der Kleine Scheibenkollektor-Motor: dieser Motor findet sich unter anderem in den Modellen der BR 23, 24, 89, E41, E10, E40 oder auch die V60. Es gibt nur einen einzigen Ankertyp, der zwischen allen Modellen, die mit diesem Motor ausgerüstet sind, tauschbar ist.
- Der Große Scheibenkollektor-Motor: dieser Motor findet sich etwa in den Modellen der BR 01, 18, 44, 03.10, der E03, oder der BR 216, also zumeist in größeren Loks. Als Besonderheit gibt es bei diesem Motor zwei verschiedene Ankertypen, die sich durch ihre Ritzel mit entweder sieben oder mit acht Zähnen unterscheiden.

Sehr ähnlich konstruierte Motoren verwendete auch der Schweizer Hersteller HAG und der Spanische Hersteller Electrotren.
Weitere durch Märklin weit verbreitete Standard-Motoren sind der Trommelkollektor-Motor sowie der C-Sinus-Motor.